# Hymenophyllum sericeum
Espèce
Hymenophyllum sericeum est une espèce de fougères de la famille des Hyménophyllacées.
Synonymes : Hymenophyllum sturmii Mett. (non Bosch), Sphaerocionium sericeum (Sw.) C.Presl, Trichomanes sericeum Sw..
Une variété est répertoriée :
- Hymenophyllum sericeum var. refrondescens (Sodiro) Sodiro (1892) (synonyme : Hymenophyllum refrondescens Sodiro).

## Description
Hymenophyllum sericeum est une espèce du sous-genre Sphaerocionium.
Cette espèce a les caractéristiques suivantes :
- un rhizome long et rameux, couvert de poils sombres
- des frondes pendantes atteignant une trentaine de centimètres et étroites
- le limbe est divisé deux fois, et ses segments sont alternes
- il est abondamment couvert de poils en touffes, donnant un aspect soyeux, à l'origine de l'épithète spécifique
- les sores sont disposés sur les bords des segments supérieurs du limbe.

Cette espèce compte 36 paires de chromosomes

## Distribution
Cette espèce, principalement épiphyte, est présente en Amérique tropicale et aux Caraïbes.

## Historique
Cette espèce a été décrite par Charles Plumier en 1705 dans les termes suivants :

« Cette belle plante pousse une racine fort menue, longue, rameuse, velue et accompagnée d'un nombre de petites fibres, à l'aide desquelles elle s'attache au tronc des arbres, et d'où naissent dans toute sa longueur de brins si menus et si faibles que ne pouvant supporter le poids des feuilles qu'ils soutiennent, ils sont obligés de se courber, et de s'appuyer contre le tronc des arbres.
Tous ces brins sont ou simples ou rameux dès leur origine vers la racine, et ils ont environ un pied dans toute leur longueur, qu'on voit garnie d'un côté et d'autre, de plusieurs feuilles alternes, presque contiguës, ovales-pointues, longues de près d'un pouce, et toutes découpées autour par de petites languettes : ces feuilles enfin sont entièrement couvertes d'un petit poil tanné et aussi fin que de la soie.
Je n'ai jamais pu observer la semence de cette plante, je l'ai pourtant inséré dans le genre des Politrics à cause de l'arrangement de ses feuilles. Je la trouvai dans un endroit que les boucanier de l'Île Saint Domingue appellent la Savane de la Fougère, en venant des Anses à Pitre à Léogane par le Grand Cul de Sac de la même île. »